# موتيسية قرصية
موتيسية قرصية (الاسم العلمي:Mutisia discoidea) هو نوع نباتي يتبع جنس الموتيسية من فصيلة النجمية.